# Chickenfoot
Chickenfoot is een Amerikaanse hardrock supergroep die eind 2008 is opgericht. Chickenfoot bestaat uit gitarist Joe Satriani, Red Hot Chili Peppers drummer Chad Smith en de ex-Van Halen-leden zanger/gitarist Sammy Hagar en zanger/basgitarist Michael Anthony. Chickenfoots eerste album werd op 5 juni 2009 uitgebracht in Europa en op 9 juni in de VS.

## Oprichting
"Chickenfoot" was ooit de 'werktitel' toen ze in 2008 begonnen te jammen in Sammy Hagars club de Cabo Wabo Cantina in Cabo San Lucas Mexico. De naam van de band en het logo zijn een verwijzing naar een kleinerende term die wordt gebruikt voor de beschrijving van het symbool van de vrede, de "voetafdruk van de Amerikaanse kip".
Het album 'Chickenfoot' is bijna geheel geschreven door Joe Satriani en Sammy Hagar.

Het vredessymbool

## Optredens in Nederland
- Op 26 juni 2009 in de Waerdse Tempel in Heerhugowaard
- Op 12 juli 2009 op het muziekfestival Bospop in Weert
- Op 17 januari 2012 in poptempel 013 in Tilburg

## Optredens in België
- Op 28 juni 2009 op Graspop Metal Meeting in Dessel

## Discografie

### Albums
| Album met eventuele hitnotering(en) in de Nederlandse Album Top 100 | Datum van verschijnen | Datum van binnenkomst | Hoogste positie | Aantal weken | Opmerkingen |
| ------------------------------------------------------------------- | --------------------- | --------------------- | --------------- | ------------ | ----------- |
| Chickenfoot                                                         | 05-06-2009            | 13-06-2009            | 25              | 10           |             |
| III                                                                 | 23-09-2011            | 01-10-2011            | 36              | 4            |             |

| Album met hitnotering(en) in de Vlaamse Ultratop 200 albums | Datum van verschijnen | Datum van binnenkomst | Hoogste positie | Aantal weken | Opmerkingen |
| ----------------------------------------------------------- | --------------------- | --------------------- | --------------- | ------------ | ----------- |
| Chickenfoot                                                 | 2009                  | 20-06-2009            | 61              | 5            |             |
| III                                                         | 2011                  | 08-10-2011            | 87              | 1            |             |

### Dvd's
| Dvd's met eventuele hitnoteringen in de Nederlandse Music Top 30 | Datum van verschijnen | Datum van binnenkomst | Hoogste positie | Aantal weken | Opmerkingen |
| ---------------------------------------------------------------- | --------------------- | --------------------- | --------------- | ------------ | ----------- |
| Live                                                             | 2010                  | 01-05-2010            | 3               | 8            |             |